# Thera albata
Thera albata är en fjärilsart som beskrevs av Barend J. Lempke 1950. Thera albata ingår i släktet Thera och familjen mätare. Inga underarter finns listade i Catalogue of Life.